# 臺中市海線社區大學
臺中市海線社區大學（簡稱海線社大），海線社大本部位於臺中市梧棲國中內。